# Valor por defecto
Un valor o configuración por defecto (default, en inglés) en informática se refiere al valor preexistente (predeterminado) de una configuración o ajuste configurable por el usuario que se asigna a una aplicación de software, programa de ordenador o dispositivo. Dichas configuraciones también se denominan preajustes (presets, en inglés) o ajustes de fábrica, especialmente para dispositivos electrónicos.
Los valores predeterminados son valores estándar que son universales para todas las instancias del dispositivo o modelo y pretenden hacer que el dispositivo sea lo más accesible posible tras sacarlo de la caja ("listo para usar") sin necesidad de un largo proceso de configuración antes de su uso. El usuario sólo tiene que modificar la configuración predeterminada de acuerdo con sus preferencias personales. En muchos dispositivos, el usuario tiene la opción de restaurar esta configuración predeterminada para una o todas las opciones. Tal asignación hace que la elección de ese ajuste o valor sea más probable, esto se llama efecto predeterminado (default effect).

## En software informático
El uso de un valor predeterminado implica dos objetivos que a veces entran en conflicto:
- Se debe requerir una interacción mínima del usuario. Establecer valores predeterminados para las opciones más comúnmente seleccionadas sirve para este propósito.
- Los errores de entrada del panel deben minimizarse. El uso de valores predeterminados tenderá a aumentar los errores, ya que los usuarios pueden dejar configuraciones predeterminadas incorrectas seleccionadas. En los casos en que se puede verificar el valor, éste no es un problema grave. Por ejemplo, el país de entrega puede verificarse con la dirección de la calle o los códigos postales y cualquier discrepancia puede generar un panel de error que se mostrará al usuario, quien presumiblemente corregirá el error.

En los casos en que no haya una mayoría clara y los resultados no puedan verificarse fácilmente con otra información disponible, como el género del individuo, no se debe ofrecer ningún valor por defecto. Sin embargo, algunas aplicaciones de software requieren que se proporcionen valores predeterminados.
Un manual de Apple Computer para desarrolladores de 1982 advirtió: "No utilices nunca la palabra default en un programa diseñado para humanos. El default es algo en lo que entró la hipoteca justo antes de que el malvado banquero robara la casa de Widow Parson. Hay una lista exhaustiva de sustitutos (previo, automático, estándar, etc.) ".

## En lenguajes informáticos
Muchos lenguajes de la familia C (pero no el propio C, a partir de C11) permiten que una función tenga parámetros predeterminados o argumentos predeterminados, que se utilizan si se llama a la función con especificaciones de parámetros omitidas.
En C y los lenguajes de programación basados en su sintaxis, la instrucción switch (que da a elegir entre varias alternativas) puede utilizar la palabra clave default para proporcionar un caso para cuando ningún otro caso coincida.
En Fortran, el parámetro INIT en una declaración define un valor inicial default para aquella variable.